# Тодор Коларов
 Тодор Ангелов Коларов (Горан) е участник в комунистическото движение по време на Втората световна война. Партизанин от Баташка партизанска чета на Родопски партизански отряд „Антон Иванов“, политкомисар на чета „Георги Жечев“.

## Биография
Тодор Коларов е роден на 7 юли 1897 г. в с. Батак. Потомък е на родолюбиво семейство. Дядо му е участник в Априлското въстание (1876) и ръководи една от позициите при отбраната на с. Батак., След Освобождението е избран за кмет на с. Батак. Тодор Коларов завършва основното си образование в с. Батак и остава да работи и подпомага многобройното семейство. Използва богатата библиотека на баща си и се самообразова.
В ранните младежки години възприема социалистическите идеали. Той е един от основателите на комунистическата партийната организация в с. Батак (1919) и на младежкото комунистическо дружество „Лео Иогихес“ (1921). Взема участие в Септемврийско въстание (1923). Подложен на преследвания през 1925 г. заедно с Никола Хрисчев емигрира в Гърция (о-в Санторини), а след това в Съветския съюз. През 1926 г. е приет и завършва четиригодишен курс на Комунистическия университет за малцинствата на запад. Работи на ръководни длъжности в някои от големите заводи в гр. Подолск.
Тодор Коларов се завръща в България през декември 1936 г. Цялото население на Батак излиза да го посрещне. Назначен е за директор на Кооперативна дъскорезна фабрика „Орфей“.
На 2 септември 1941 г. Тодор Коларов е арестуван във фабриката, но освободен от другарите му съпартийци. Завързва се престрелка с полицаите, които го конвоират. Участващите в престрелката братя Ангел и Илия Чаушеви, братя Георги и Никола Чолакови и Петър Найчев са принудени да преминат в нелегалност и образуват първата партизанска чета в Родопите. Приема партизанското име Горан. Участва във всички бойни действия на Баташката партизанска чета на Родопски партизански отряд „Антон Иванов“. Член е на партийния комитет на отряда и политкомисар на чета „Георги Жечев“.
През време на тежките сражения, които водят партизаните от отряда през февруари-март 1944 г. Тодор Коларов се спасява. Пристига в Батак и се лекува се при братята си. По-късно, отивайки да търси среща с партизани, е предаден от овчари и заловен. Убит е зверски в полицейското управление в Пловдив, а трупът му е изхвърлен край р. Чая, близо до с. Бачково.